# 孔淑玄
孔淑玄（？—？），会稽山阴人，孔子后裔，代次不详，孔佥之子。孔淑玄博览文学，官至太学博士。